# جیمی دیموک
جیمی دیموک (به انگلیسی: Jimmy Dimmock) بازیکن فوتبال زادهٔ ۵ دسامبر ۱۹۰۰ اهل کشور انگلستان که سابقهٔ بازی در تیم ملی فوتبال انگلستان را در کارنامهٔ خود دارد. وی در تاریخ ۹ آوریل ۱۹۲۱ نخستین بازی ملی خود را در مقابل تیم ملی فوتبال اسکاتلند انجام داد و با حضور در ۳ بازی ملی، در تاریخ ۲۴ مه ۱۹۲۶ واپسین بازی ملی‌اش را در برابر تیم ملی فوتبال بلژیک برگزار کرد.